# عبدالقدوس گنگوهی
شیخ عبدالقدوس النعمانی الغزنوی الگنگوهی صوفی هندی برجسته و رهبر معنوی طریقت چشتیه صابریه بود.